# Abraham sacrifiant
Abraham sacrifiant est une tragédie humaniste de Théodore de Bèze (1550). Elle a été représentée à Lausanne, soit sur la place de la Palud, soit dans la cathédrale.
Marquée par la doctrine calviniste, la pièce emprunte à la fois au mystère médiéval et au théâtre antique.
La pièce reprend l'épisode du sacrifice d'Isaac, issu du chapitre 22 de la Genèse.

## Éditions
- Patrizia de Capitani, Théâtre français de la Renaissance, La Tragédie à l'époque d'Henri II et de Charles IX, 1re série, vol. 1 (1550-1561), Florence-Paris, Olschki-PUF, 1986, p. 3-54.
- Jean-Dominique Beaudin, Paris, Champion, 2007.

## Études
- Olivier Millet, "Exégèse évangélique et culture littéraire humaniste: entre Luther et Bèze, l'Abraham sacrifiant selon Calvin", Études théologiques et religieuses, Revue de la Faculté de théologie de Montpellier, LXIX, 1994 (3), p. 367-380.
- Olivier Millet, "La tragédie humaniste de la Renaissance", Le Théâtre et le sacré, Paris, Klincksieck, 1996, p. 69-94.
- Nicole Cazauran, "Abraham et le diable dans la 'tragédie' de Théodore de Bèze", Esculape et Dionysos, Mélanges en l’honneur de Jean Céard, Études réunies et éditées par J. Dupèbe, F. Giacone, E. Naya et A.-P. Pouey-Mounou, Genève, Droz, « Travaux d’Humanisme et Renaissance n° CDXXXIX », 2008, p. 753-765